# تشارلي جاكسون (لاعب كرة قدم)
تشارلي جاكسون (بالإنجليزية: Charlie Jackson)‏ هو ضابط ولاعب كرة قدم أمريكي، ولد في 1948. لعب مع بروينز لجامعة كاليفورنيا ‏.

## وصلات خارجية
- تشارلي جاكسون على موقع IMDb (الإنجليزية)